# デスノゴルスク
座標: 北緯54度09分 東経33度17分 / 北緯54.150度 東経33.283度

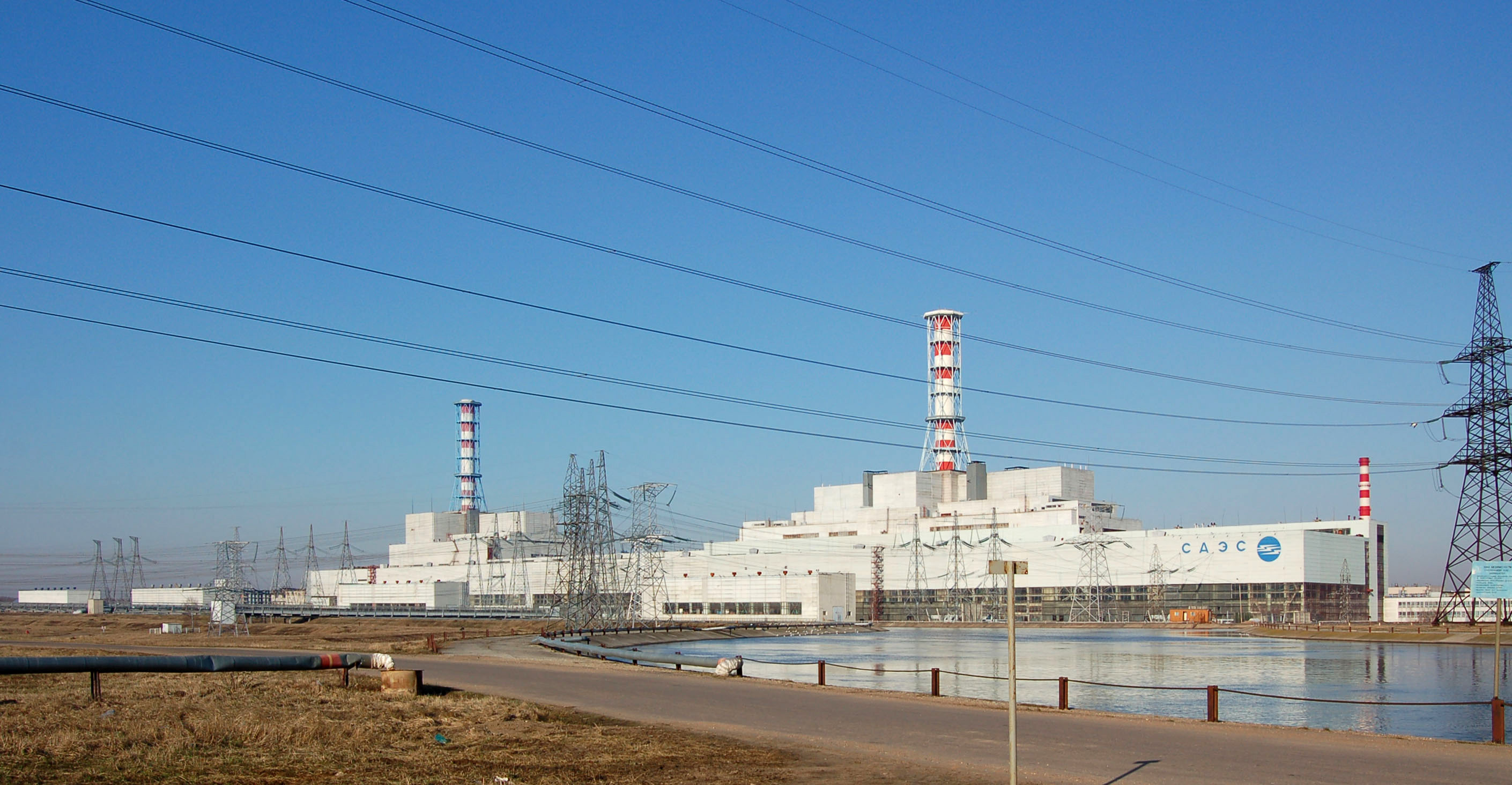
デスノゴルスク市のスモレンスク原発

デスノゴルスク（ロシア語: Десногорск, Desnogorsk）は、ロシアのスモレンスク州にある町。人口は2万5345人（2021年）。州都スモレンスクから南東へ153キロメートル。最寄の町であるロスラヴリから東へ35キロメートル。ドニエプル川の支流デスナ川の右岸に建っており、ダムがあり、面積42平方キロメートルの貯水湖、デスノゴルスク湖ができている。スモレンスク原子力発電所が立地する。

## 歴史
デスノゴルスクは1960年代、3キロメートルほど離れた場所にスモレンスク原子力発電所が建設されたと同時に生まれた街である。1974年2月26日に都市型集落となり、1989年に市となった。

## 文化・経済
33キロ離れた所にはノヴォスパスコイェ村があり、ミハイル・グリンカが生まれた地主の屋敷が建っている。現在では博物館となっている。
街の経済はロスエネルゴアトムが運転する原子力発電所によっており、その他の産業には建設業や食品産業などがある。